# Urhebergemeinschaft
Urhebergemeinschaft bezeichnet für den Bereich der Softwareentwicklung im deutschen Gesellschaftsrecht eine Ausprägung der Gesamthandsgemeinschaft.
Open-Source-Software wird regelmäßig dezentral durch eine unbekannte Anzahl von Programmierern entwickelt. Die Software ist dann ein einheitliches Werk der Programmierer, die daran ein Miturheberrecht (§ 8 UrhG) besitzen, wenn sie die Software als gemeinsame Idee entwickelt haben. Miturheber bilden gem. § 8 Abs. 2 Satz 1 UrhG eine Gesamthandsgemeinschaft: Eine Verwertung kann nur aufgrund einer gemeinsamen Entscheidung erfolgen. „Allerdings bezieht sich die Gesamthandgemeinschaft lediglich auf die Veröffentlichungs- und Verwertungsrechte, sodass hierbei ein gemeinsamer Entschluss auch über die Frage erforderlich ist, ob die gemeinsam entwickelte Software unter die GPL gestellt werden soll.“ (Sujecki 2005)